# Szarvas-árok (Prága)

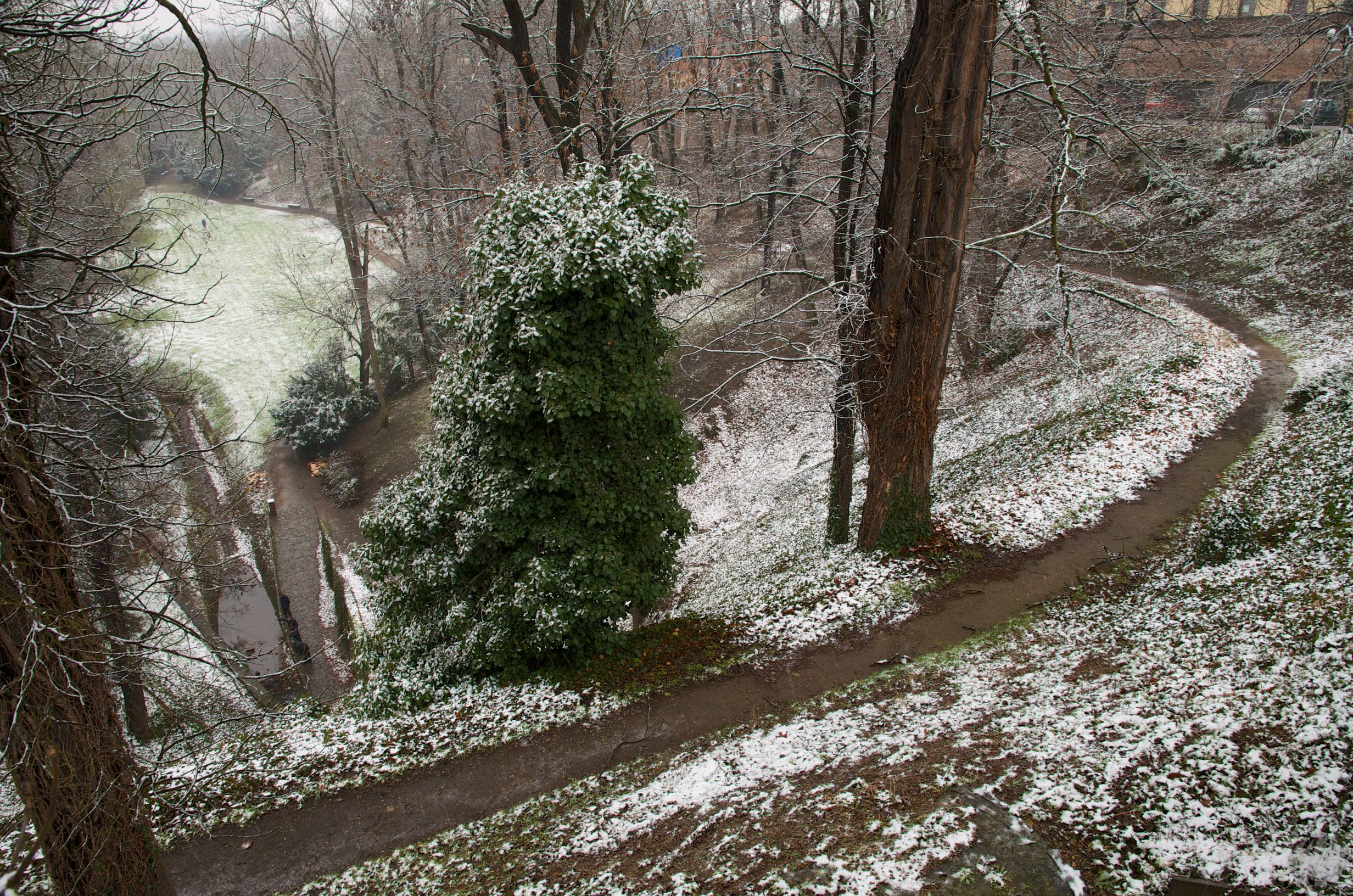
Téli látkép

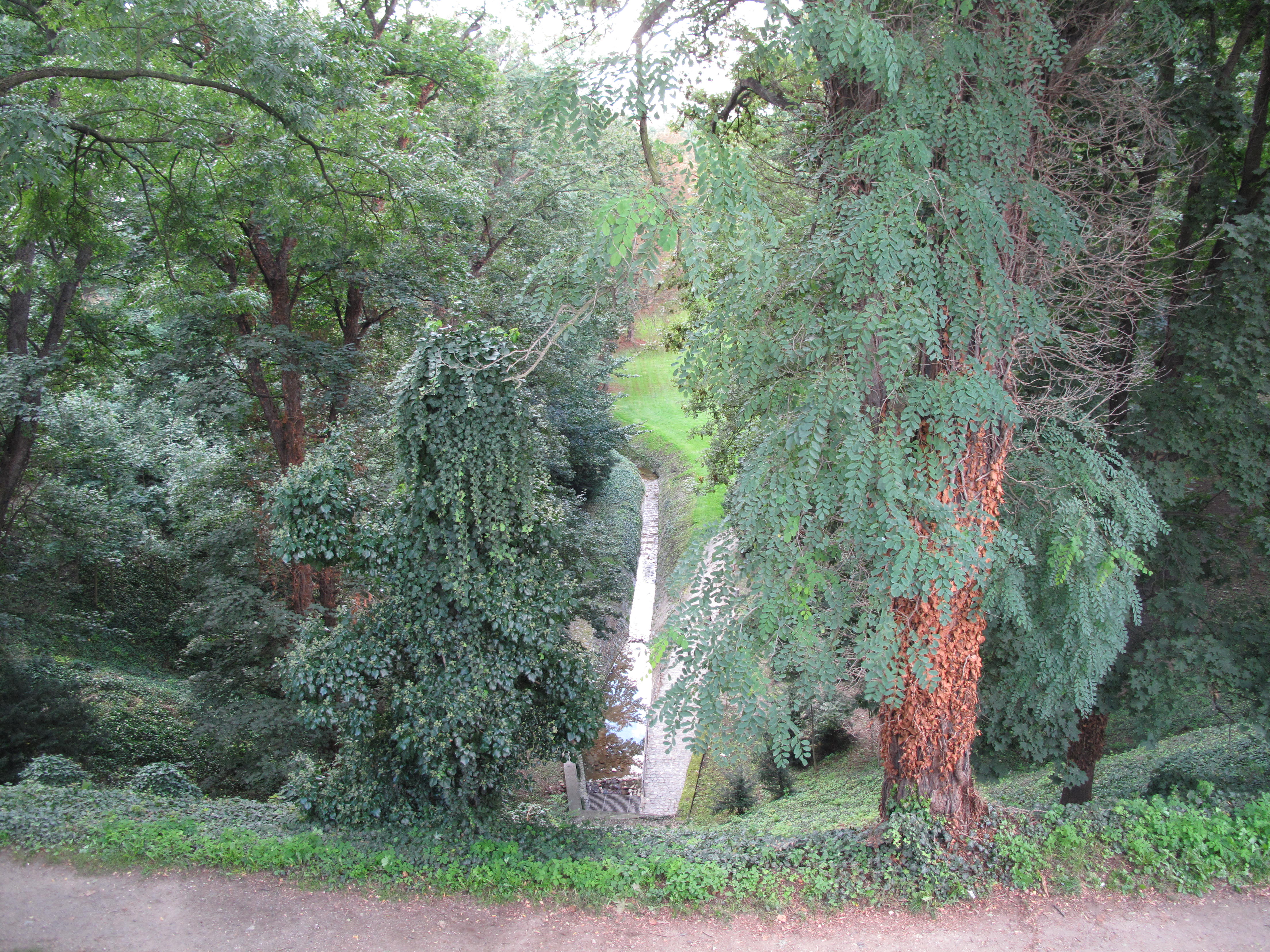
A Brusnice-patak a Lőpor hídról

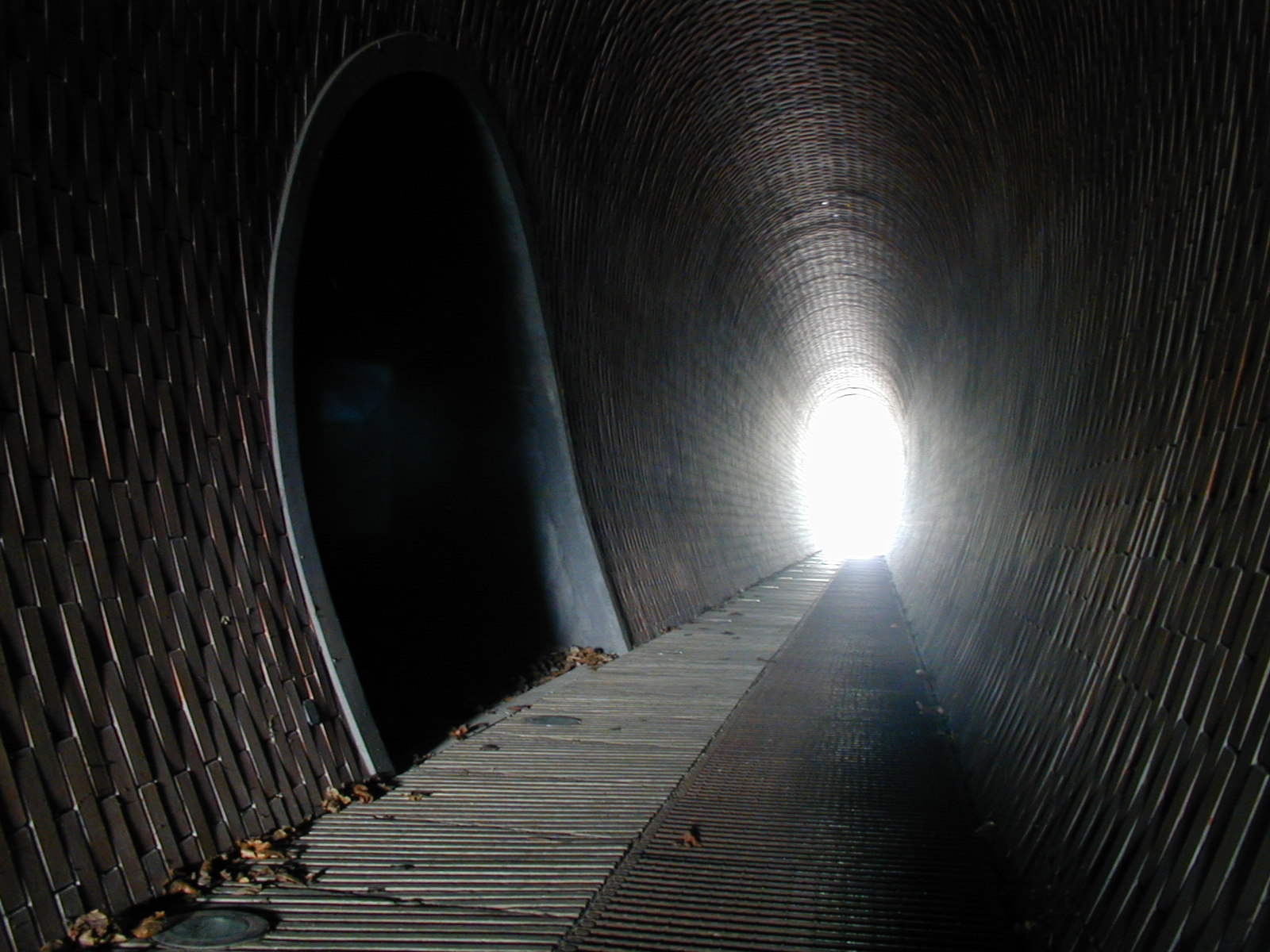
A Lőpor híd alagútja nappal

A Szarvas-árok (csehül: Jelení příkop; németül: Hirschgraben) a Brusnice-patak torkolati szakasza Prágában, a Hradzsintól, a vártól és a Kisoldaltól északra. Alsó (keleti) végén a patak a Moldvába torkollik. Az ároktól északra (a patak bal partján) a Királyi kertek zöldellnek; egyikből átsétálhatunk a másikba.

## Története
Nevét onnan kapta, hogy a 16–17. században a cseh királyok vadasparkja volt, ahol szarvasok és őzek legelésztek, pávák és más exotikus madarak rikácsoltak (Szombathy, 1971) — ma Prága egyik turisztikai látványossága. A Királyi kertek kialakításakor (1536-ban) a völgyet öt kőpillérre fektetett fahíddal hidalták át; ez lett az ún. Lőpor híd.
II. Rudolf idejében az árok környékét bekerítették és vadasparkká alakították; ekkor kapta mai nevét. Az utolsó szarvasokat a Prágát 1741–42-ben megszálló franciák lőtték ki. 1769-ben a Szarvas-árok híd alatti részét feltöltötték; a hidat utcává alakították, de továbbra is hídnak nevezik. Ezután a völgyet egy ideig leginkább szemétlerakónak, illetve raktárnak használták; II. József a híres Rudolf-féle gyűjtemények egyes, el nem árverezett, de a hadseregnek átadott épületekből kihozott darabjait is itt helyeztette el. A természet jelentősen visszavadult olyannyira, hogy még a medvék is visszatelepültek; az utolsót a 20. század elején ejtették el.
A 19. században a régészek a völgyben ősi település nyomaira bukkantak. A patak medrét 1899-ben szabályozták; a vizet hosszú szakaszokon (például a Lőpor híd alatt) a föld alá vezették.
A második Csehszlovákia felbomlása után Václav Havel köztársasági elnök megbízta Josef Pleskot építészt, hogy tervezzen egy, az árkon végigvezető gyalogutat.

## Építményei
A patak medre mesterséges, kiépített. Az árkon a Lőpor híd (csehül: Prašný most) vezet át a vár oldalbejáratához, a Második udvarba — a híd északi végéhez közel pedig az uralkodók nyári laka, a Nyári palota áll. A hidat I. Ferdinánd építtette, hogy összekösse a várat a Királyi kertekkel. Mária Terézia föltöltette a völgy híd alatti részét, azóta az egykori híd valójában egy, a töltés tetején futó út, ami alatt a patak alagútban folyik át. A töltés a völgyet két részre osztja; ezeket Felső, illetve Alsó Szarvas-ároknak (csehül: Horní Jelení příkop, Dolní Jelení příkop) nevezik.
A 3,09 ha területű Felső Szarvas-árok (Horní Jelení příkop) területe  fő nevezetessége a Medve-lak (Medvědárium), amit Tomáš Garrigue Masaryk építtetett két medvének (medvék 1953-ig voltak benne). Az árok fölött építették ki az egykori köztársasági elnökről elnevezett Masaryk-kilátót, ahonnan nagyszerű kilátás nyílik a prágai várra, a Hradzsinra és Petřínre (tervezte Jože Plečnik).
A Pleskot-féle gyalogút egy része ösvény, más szakasza a föld színe fölött kurta lábakon haladó, fa lécekből álló járófelület, a völgy felőli oldalán ugyancsak fa korláttal. A Lőpor híd töltésén az ösvény ellipszis keresztmetszetű alagútban halad át az Alsó  Szarvas-árokba (Dolní Jelení příkop, 5,06 ha). A vasbeton alagút falát rövid oldalukra állított téglák burkolják és a járófelületbe süllyesztett lámpatestek világítják meg. Az alagút 2004-ben elnyerte a European Brick Award díját.

## Látogatása
Alsó része a Chotkova utca felől, a fölső a Lőpor hídtól közelíthető meg. Télen (november 1. — március 31. között) nem látogatható.

## Fordítás
- Ez a szócikk részben vagy egészben  a   Jelení příkop című cseh Wikipédia-szócikk ezen változatának fordításán alapul.  Az eredeti cikk szerkesztőit annak laptörténete sorolja fel. Ez a jelzés csupán a megfogalmazás eredetét és a szerzői jogokat jelzi, nem szolgál a cikkben szereplő információk forrásmegjelöléseként.